# Julius Schulhoff
Julius Schulhoff, född den 2 augusti 1825 i Prag, död den 13 mars 1898 i Berlin, var en böhmisk pianist och tonsättare.
Schulhoff studerade pianospelet för Kisch och Tedesco och komposition för Tomaschek, flyttade till Paris, där Chopin särskilt gynnade honom. Han konserterade sedan i åtskilliga länder, vistades därefter några år som pianolärare i Paris och flyttade 1870 till Dresden, senare till Berlin, där han 1897 blev professor. 
Hans kompositioner, uteslutande för piano, röjer gott formsinne samt klingar fulltonigt och briljant.